# Campionati europei di atletica leggera 2016 - Salto in alto maschile
La gara di salto in alto maschile si è tenuta in 2 giornate: il 9 (qualificazione) ed il 10 luglio 2016. I 23 atleti qualificati sono stati divisi in 2 gruppi.

## Risultati

### Qualificazione
Si accede alla finale superando 2.25 m (Q) o rientrando tra i primi 12 (q).
| Rank | Gruppo | Nome                   | Nazione       | 2.09 | 2.14 | 2.19 | 2.23 | 2.25 | Result | Notes  |
| ---- | ------ | ---------------------- | ------------- | ---- | ---- | ---- | ---- | ---- | ------ | ------ |
| 1    | A      | Miguel Ángel Sancho    | Spagna        | o    | o    | o    | o    | o    | 2.25   | Q, SB  |
| 1    | A      | Eike Onnen             | Germania      | –    | o    | o    | o    | o    | 2.25   | Q      |
| 1    | A      | Robbie Grabarz         | Gran Bretagna | –    | –    | o    | o    | o    | 2.25   | Q      |
| 1    | B      | Chris Baker            | Gran Bretagna | –    | o    | o    | o    | o    | 2.25   | Q      |
| 1    | B      | Gianmarco Tamberi      | Italia        | –    | –    | o    | o    | o    | 2.25   | Q      |
| 6    | A      | Jaroslav Bába          | Rep. Ceca     | –    | o    | xo   | o    | o    | 2.25   | Q      |
| 6    | A      | Dimitrios Hondrokoukis | Cipro         | –    | xo   | o    | o    | o    | 2.25   | Q, =SB |
| 8    | A      | Vasilios Constantinou  | Cipro         | –    | xo   | o    | xo   | o    | 2.25   | Q, =SB |
| 9    | B      | Andriy Protsenko       | Ucraina       | o    | o    | o    | xxo  | xo   | 2.25   | Q      |
| 10   | B      | Kyriakos Iōannou       | Cipro         | –    | –    | o    | o    | xxo  | 2.25   | Q      |
| 10   | B      | Tihomir Ivanov         | Bulgaria      | –    | o    | o    | o    | xxo  | 2.25   | Q      |
| 12   | A      | Konstadinos Baniotis   | Grecia        | –    | xo   | o    | o    | xxo  | 2.25   | Q      |
| 13   | A      | Dmitriy Kroyter        | Israele       | o    | o    | o    | o    | xxx  | 2.23   | =SB    |
| 13   | A      | Eugenio Rossi          | San Marino    | –    | –    | o    | o    | xxx  | 2.23   |        |
| 15   | B      | Matúš Bubeník          | Slovacchia    | o    | o    | o    | xo   | xxx  | 2.23   |        |
| 16   | B      | Sylwester Bednarek     | Polonia       | –    | o    | xo   | xo   | xxx  | 2.23   |        |
| 17   | A      | Raivydas Stanys        | Lituania      | o    | o    | o    | xxo  | xxx  | 2.23   |        |
| 18   | A      | Yuriy Krymarenko       | Ucraina       | o    | xo   | o    | xxo  | xxx  | 2.23   |        |
| 19   | A      | Pavel Seliverstau      | Bielorussia   | –    | o    | o    | xxx  |      | 2.19   |        |
| 19   | B      | Simón Siverio          | Spagna        | o    | o    | o    | xx–  | x    | 2.19   |        |
| 21   | B      | Dmytro Yakovenko       | Ucraina       | o    | o    | xo   | xxx  |      | 2.19   |        |
| 22   | B      | Barry Pender           | Irlanda       | o    | xo   | xxx  |      |      | 2.14   |        |
| 23   | B      | Dzmitry Nabokau        | Bielorussia   | xo   | xxx  |      |      |      | 2.09   |        |

### Finale
| Pos | Nome                   | Nazione       | 2.19 | 2.24 | 2.29 | 2.32 | 2.40 | Ris. | Note |
| --- | ---------------------- | ------------- | ---- | ---- | ---- | ---- | ---- | ---- | ---- |
| 1   | Gianmarco Tamberi      | Italia        | o    | o    | o    | o    | xxx  | 2.32 |      |
| 2   | Robbie Grabarz         | Gran Bretagna | o    | xo   | o    | xxx  |      | 2.29 |      |
| 3   | Chris Baker            | Gran Bretagna | o    | o    | xo   | xxx  |      | 2.29 | PB   |
| 3   | Eike Onnen             | Germania      | o    | o    | xo   | xxx  |      | 2.29 |      |
| 5   | Tihomir Ivanov         | Bulgaria      | o    | o    | xxx  |      |      | 2.24 |      |
| 6   | Konstadinos Baniotis   | Grecia        | xxo  | o    | xxx  |      |      | 2.24 |      |
| 7   | Jaroslav Bába          | Rep. Ceca     | o    | xo   | xx-  | x    |      | 2.24 |      |
| 7   | Dimitrios Hondrokoukis | Cipro         | o    | xo   | xx-  | x    |      | 2.24 |      |
| 9   | Vasilios Constantinou  | Cipro         | o    | xxo  | xxx  |      |      | 2.24 |      |
| 9   | Andriy Protsenko       | Ucraina       | o    | xxo  | xx   |      |      | 2.24 |      |
|     | Kyriakos Iōannou       | Cipro         | –    | –    | xxx  |      |      | NM   |      |
|     | Miguel Ángel Sancho    | Spagna        | xxx  |      |      |      |      | NM   |      |